# قره‌بلاغ (هشترود)
قره‌بلاغ یکی از روستاهای استان آذربایجان شرقی است که در دهستان کوهسار بخش مرکزی شهرستان هشترود واقع شده‌است.

این روستا با فاصله ۱۵ کیلومتری از هشترود (سراسکند) و ۵ کیلومتری قره‌چمن قرار دارد. این روستا قبلا از توابع بستان‌آباد بود که تقریبا از سال ۱۳۶۰ به بعد جزو روستاهای هشترود گردید. از ویژگیهای بارز این روستا آب و هوای خوب آن در تابستان می‌باشد و در کنار کوه یوزگولی قرار گرفته است.
متاسفانه این روستا و روستاهای همجوار چند سالی‌ست به خاطر برداشت نامتناسب از منابع زیرزمینی آب و آلوده کردن منابع آب آشامیدنی و کشاورزی از طریق ساخت و سازهای غیر اصولی در بستر طبیعت و حفر چاه‌های غیر مجاز و غیر علمی دچار خشکسالی و تغییر اقلیم آب و هوایی شده است.